# Rosa kokanica
Rosa kokanica là loài thực vật có hoa trong họ Hoa hồng. Loài này được Sergei Vasilievich Juzepczuk công bố hợp lệ đầu tiên năm 1941 trên cơ sở miêu tả năm 1878 của Eduard von Regel.
Danh pháp Rosa kokanica là không hoàn toàn rõ ràng và vì lý do này trong một số thực vật chí Trung Á thì các tên gọi Rosa divina Sumnev., 1947 hay Rosa sumneviczii Korotkova, 1948 thường được sử dụng đối với loài này. Các dạng của Rosa kokanica với các thân non rậm lông tơ có hoặc không có tuyến cũng được tách ra như là Rosa ovczinnikovii Koczk., 1963.

## Phân bố và môi trường sống
Trung Á, Afghanistan. Theo dữ liệu của GRIN thì khu vực phân bố bao gồm Afghanistan, Iran, Kazakhstan, Mông Cổ, Trung Quốc (Tân Cương).
Thường gặp tại các sườn dốc ở bìa rừng, ở cao độ từ 800 đến 2.800 m trên mực nước biển.. Là một loài quan trọng trong những cánh rừng thông rụng lá (Larix spp.).

## Mô tả
Cây bụi cao đến 1,5–2 m. Các cành non màu nâu, trần trụi hoặc có lông tơ rậm. Gai phân bố không đều, màu nâu nhạt, thẳng hoặc cong, mở rộng dần dần về phần đế. Các lá gồm cả cuống dài 4,5–8 cm. Lá chét 5-7 (-9) đến 15 (-20) mm, hình elip hoặc hình trứng, hiếm khi hình tròn hay hình mác ngược, thường có lông tơ ở mặt dưới, có tuyến ở cả hai mặt, hiếm khi nhẵn, vì thế mà có tên gọi trong tiếng Trung là 腺叶蔷薇 (tuyến diệp tường vi = tường vi lá tuyến). Các lá kèm hẹp, chủ yếu hợp sinh với cuống, các phần tự do hình trứng, mép có khía răng cưa và tuyến. Các cành mang hoa nhẵn nhụi tới có lông tơ rậm, đôi khi với các tuyến có cuống. Hoa thường mọc đơn độc, ở nách lá, không có lá bắc, màu vàng, đường kính 2-4 (6) cm. Cuống hoa dài 1,5–3 cm, nhẵn, hiếm khi che phủ bằng lông cứng, đôi khi có lông tơ. Lá đài 5, không mở rộng ở đỉnh, nguyên, hiếm khi với 2-3 thùy nhỏ ở phần trên. Cánh hoa 5, màu vàng nhạt hay trắng, hình trứng rộng, có khía chữ V ở đỉnh. Vòi nhụy có lông tơ rậm, tạo thành một đầu lớn và rắn chắc. Quả có đường kính đến 10–15 mm, hình cầu hoặc hình quả lê, màu nâu tím hay nâu sẫm khi chín. Ra hoa tháng 5-7, kết quả tháng 8-11.